# Teoria della scelta collettiva
La teoria delle scelte collettive è lo studio economico di decisioni prese al di fuori del mercato o l'applicazione di metodologie di teoria economica ad argomenti politici (ad esempio la distribuzione della ricchezza al fine di massimizzare il benessere della collettività).

## Contesto
Le decisioni economiche vengono prese attraverso due meccanismi di scelta: il mercato e il processo politico. Le decisioni che riguardano il prelievo e la spesa pubblica fanno parte del secondo processo di scelta.
Nella realtà, i processi decisionali presenti in una collettività sono complessi: elettori, partiti politici, legislatori, l'amministrazione e gruppi di pressione ne sono gli attori, ed è bene notare che ciascun attore tende a massimizzare la propria funzione obiettivo. Dal punto di vista pratico la teoria si interessa di individuare i meccanismi su come interessi, preferenze e giudizi di numerosi individui che compongono una collettività possono essere aggregati in una decisione collettiva il cui risultato finale dipenda dalle informazioni possedute, dalle interazioni dei diversi attori e dalle regole vigenti. 
I meccanismi di aggregazione sono di varia natura in funzione di ciò che si vuole aggregare (interessi economici o opinioni politiche), ovvero in base al fine (massimizzare il benessere collettivo o il consenso collettivo).
In generale gli individui vorrebbero un meccanismo di aggregazione delle scelte importanti di una collettività che abbia validità universale (ossia che non dipenda dalle circostanze specifiche), che sia democratico, che massimizzi il benessere collettivo e che non restringa la libertà degli individui ad avere opinioni o giudizi in merito. Tale meccanismo non esiste ed è dimostrato da Kenneth Arrow nel 1951 (Teorema dell'impossibilità di Arrow); il lavoro di Arrow determina una svolta nella teoria delle scelte collettive.
Anche se esistesse una regola di aggregazione accettabile, si pone il problema di come incentivare i soggetti a manifestare le proprie preferenze, poiché gli individui possono nascondere le preferenze o inviare messaggi contrastanti per influenzare a proprio favore la regola di scelta collettiva.

## Formulazione della funzione di benessere
Una funzione di benessere sociale è una funzione che aggrega le funzioni di utilità dei singoli individui e che permette di valutare una scelta collettiva come aggregazione di preferenze individuali.
Una funzione di benessere sociale generica in una società composta di {\displaystyle n} individui con singole funzioni di utilità {\displaystyle u_{i}\,\!}, con {\displaystyle i=(1,2,...n)\,\!} è data da:
{\displaystyle W=f(u_{1},u_{2},...,u_{n})\,\!}
{\displaystyle {\frac {\partial W}{\partial u_{i}}}\geq \ 0\,\!,\forall i\in \ \left\{1,...,n\right\}}
Dalla seconda funzione emerge che il benessere aumenta o rimane costante all'aumentare di una utilità individuale a parità di altre condizioni (principio debole di Pareto).
La costruzione della funzione di benessere sociale permette alla società di valutare differenti configurazioni economiche, in particolare se una configurazione sia preferita o indifferente rispetto ad un'altra.
Non esiste una regola generale nell'aggregare le preferenze individuali: le preferenze individuali, infatti, sono spesso eterogenee, con la conseguente formazione di conflitti di interessi tra singoli individui o gruppi. Ciò può essere dimostrato con una semplice considerazione: in uno Stato moderno esiste di solito più di un gruppo politico che di fatto aggrega le preferenze individuali dei propri cittadini, tuttavia spesso i gruppi hanno interessi differenti che impediscono l'aggregazione delle singole funzioni individuali.
L'utilizzo di teorie utilitaristiche ha permesso la costruzione della funzione di benessere sociale in senso cardinale, come somma delle funzioni dei singoli individui.

### Funzione utilitaristica o benthamiana

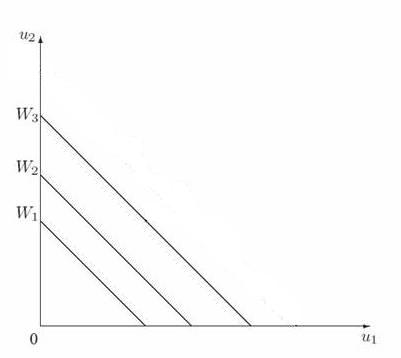
Grafico della funzione di benessere sociale utilitaristica

La funzione di benessere sociale utilitaristica, attribuibile a Jeremy Bentham, è data dalla somma delle utilità individuali, quindi il benessere collettivo è visto in senso cardinale come somma semplice o ponderata dell'utilità goduta dai singoli individui. Dato che nel pensiero utilitarista classico l'utilità individuale è misurabile con un valore assoluto, la somma è di fatto possibile e la funzione diviene:
{\displaystyle W=u_{1}+u_{2}+...+u_{n}\,\!}
che in modo compatto diventa:
{\displaystyle W=\sum _{i=1}^{N}u_{i},}
Le ipotesi fondamentali della funzione utilitaristica sono le seguenti:
- il benessere sociale è la somma delle utilità individuali;
- il benessere economico è legato a grandezze misurabili con il reddito espresso in termini monetari;
- le singole funzioni di utilità hanno misurabilità cardinale (le utilità sono comparabili);
- gli stati di benessere individuali sono confrontabili (ogni individuo ha il medesimo peso).

### Funzione rawlsiana

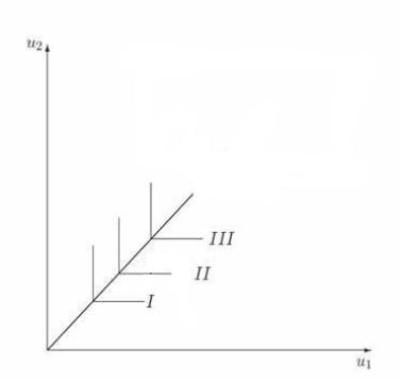
Grafico della funzione di benessere sociale rawlsiana

Una funzione di benessere sociale interessante deriva dal lavoro di John Rawls, il quale propone una costruzione che si basa sui seguenti principi:
- i cittadini sono uguali per libertà civili e diritti;
- i cittadini hanno le stesse opportunità, nel senso che non esiste discriminazione nell'accesso a ruoli e carriera nella società;
- il benessere sociale aumenta se viene migliorata la posizione di chi sta peggio (Max-Min).

La funzione di benessere sociale sotto l'ipotesi Max-Min diventa, quindi:
{\displaystyle W=Min(u_{1},u_{2},...,u_{n})}
Le ipotesi fondamentali della funzione rawlsiana sono le seguenti:
- le singole funzioni di utilità hanno misurabilità ordinale (le utilità sono comparabili);
- gli stati di benessere individuali sono confrontabili (ogni individuo ha il medesimo peso).

### Altre funzioni
- Funzione di Bernoulli-Nash

È possibile sostituire alla regola della somma, utilizzata nella funzione utilitaristica semplice (benthamiana), la regola del prodotto. Attraverso l'utilizzo di questo operatore matematico si accentua il carattere egualitario della regola di aggregazione delle preferenze, nel senso che il benessere sociale collettivo risulta numericamente maggiore quanto più è equa la distribuzione del reddito, dei beni, dei servizi, ecc.
Poniamo che gli individui siano due, che il bene da distribuire sia solo il reddito, che le preferenze di ognuno dei due siano misurabili cardinalmente e che l'utilità marginale del reddito sia di 20; ipotizziamo che il reddito disponibile da distribuire sia 10 tra i due individui e che potrebbero esserci due realtà distributive differenti, ovvero una egualitaria e una non egualitaria. Se la distribuzione è egualitaria (5 unità di reddito a entrambi gli individui) la funzione di Bernoulli-Nash dà come risultato un benessere pari a 10000:
{\displaystyle (20*5)*(20*5)=10000}
Se la distribuzione si rivela iniqua (6 al primo individuo e 4 al secondo), la funzione di Bernoulli-Nash dà come risultato un benessere di 9600, inferiore a 10000:
{\displaystyle (20*6)*(}{\displaystyle 20*4)=9600}
Attraverso l'utilizzo della funzione di Bernoulli-Nash la seconda situazione è reputata peggiore della prima: il benessere sociale collettivo derivante dalle due distribuzioni di reddito, infatti, è pari a 9600, che è minore di 10000.
Questa funzione può essere rappresentata attraverso delle curve avente forma di iperbole:

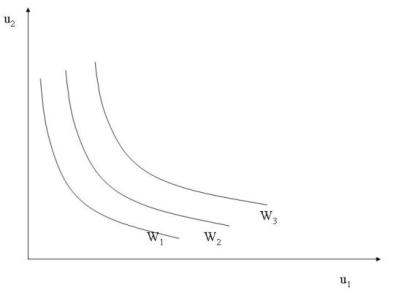
Grafico della funzione di benessere sociale Bernoulli-Nash

- Funzione di Bergson-Samuelson

## Teorema dell'impossibilità di Arrow
Il teorema dell'impossibilità di Arrow produce un risultato negativo: non esiste alcuna regola di aggregazione di scelta collettiva che soddisfi assieme le seguenti condizioni:
- universalità (o dominio non ristretto): la funzione di scelta sociale deve creare un ordinamento delle preferenze sociali deterministico e completo, a partire da qualsiasi insieme iniziale di preferenze individuali;
- indipendenza dalle alternative irrilevanti: la preferenza collettiva rispetto a due alternative dipende solo dalle scelte degli individui rispetto a queste alternative e non rispetto a come queste sono ordinate rispetto ad altre (irrilevanti);
- non-dittatorialità: la funzione di scelta sociale non deve semplicemente seguire l'ordinamento delle preferenze di un singolo individuo o un sottoinsieme di individui e al contempo ignorare le preferenze degli altri;
- unanimità (o condizione di Pareto): se tutti gli individui preferiscono un'alternativa ad un'altra, anche la società deve ordinare la propria funzione di benessere sociale in questo modo;
- transitività: le preferenze collettive devono essere transitive.

Il teorema dell'impossibilità è un elemento fondamentale nelle "scelte collettive". Molti autori hanno prodotto risultati partendo dagli studi di Arrow.
Amartya Sen ha dimostrato che la regola della maggioranza nel voto è da ritenersi soddisfacente a certe condizioni; i suoi studi si sono perfezionati con l'introduzione del concetto di paradosso liberale.